# فهرست فیلم‌های ترسناک ۱۹۹۵
این فهرستی از فیلم‌های ترسناک است که در سال ۱۹۹۵ منتشر شده‌اند.

## فهرست
| عنوان                                          | کارگردان              | بازیگران                                                                              | کشور                | یادداشت                                                            | منبع   |
| ---------------------------------------------- | --------------------- | ------------------------------------------------------------------------------------- | ------------------- | ------------------------------------------------------------------ | ------ |
| Addicted to Murder                             | کوین تی لیندنموث      | میک مک کلیری، لورا مک لاچلین، ساشا گراهام                                             | ایالات متحده        |                                                                    | [ ۱ ]  |
| اعتیاد                                         | آبل فرارا             | لیلی تیلور، کریستوفر واکن، آنابلا شورا، ادی فالکو، کاترین اربه                        | ایالات متحده        |                                                                    | [ ۲ ]  |
| خون و دونات                                    | هالی دیل              | گوردون کوری، لویی فره‌را، هلن کلارکسون، دیوید کراننبرگ (کامئو)                         | کانادا              |                                                                    |        |
| Burial of the Rats                             | دن گلدن               | کوین آلبر، آدرین باربو، ادوارد پلاکسین                                                | روسیه ایالات متحده  | فیلم تلویزیونی در مسکو فیلمبرداری شده‌است                           | [ ۳ ]  |
| کندی‌من ۲: خداحافظی به بدن                      | بیل کاندون            | تونی تاد، کلی روان، تیموتی کارهارت، ورونیکا کارترایت                                  | ایالات متحده        | بر اساس داستانی از کلایو بارکر                                     | [ ۴ ]  |
| کارنوسور ۲                                     | لویی مورنو            | جان سوج، کلیف دیانگ، دان استرود، آرابلا هولزبوگ                                       | ایالات متحده        | راجر کورمن تهیه‌کننده اجرایی                                        | [ ۶ ]  |
| عجایب قلعه                                     | استوارت گوردون        | جفری کمبس، جاناتان فولر، باربارا کرامپتون، جسیکا دلارهید                              | ایالات متحده        | تولید شده توسط چارلز باند فیلمبرداری در قلعه باند در ایتالیا       | [ ۷ ]  |
| کودکان ذرت ۳: برداشت شهری                      | جیمز دی آر هیکوکس     | دنیل سرنی، رون ملندز، مایکل انساین، رنس هاوارد، شارلیز ترون                           | ایالات متحده        | بر اساس داستانی از استیون کینگ به صورت مستقیم به ویدیو منتشر شد    | [ ۷ ]  |
| میمون‌صفت                                       | جان آمیل              | سیگورنی ویور، درموت مولرونی، هالی هانتر، هری کونیک جونیور، ویل پاتون                  | ایالات متحده        | در سانفرانسیسکو فیلمبرداری شده‌است                                  | [ ۷ ]  |
| خزیدن                                          | تیم ریتر              | دیکا نیولین، جوئل دی. وینکوپ، لی پیندر، کتی ویلتز                                     | ایالات متحده        | در فلوریدا فیلمبرداری شده‌است                                       | [ ۸ ]  |
| روز هیولا                                      | الکس د لا ایگلسیا     | الکس آنگولو، ماریا گراسیا کوسینوتا، سانتیاگو سگورا، آرماندو د رازا                    | اسپانیا، ایتالیا    |                                                                    | [ ۹ ]  |
| شوالیه شیطان                                   | ارنست آر. دیکرسون     | بیلی زین، ویلیام سدلر، جیدا پینکت اسمیت، ویلیام سادلر، دیک میلر، جان لاروکت، دخمه بان | ایالات متحده        | بر اساس داستان‌های از the Crypt مجموعه کتاب‌های کامیک از ای‌سی کامیکس | [ ۱۰ ] |
| اکو اکو آزارک: جادوگر تاریکی                   | شیماکو ساتو           | میهو کاننو، ریوکا یوزوکی، کیمیکا یوشینو، میهو تامورا، کانوری کادوماتسو                | ژاپن                | بر اساس کتاب مصور مانگا توسط شینیچی کوگا                           | [ ۱۱ ] |
| آغوش خون‌آشام                                   | آن گورسود             | آلیسا میلانو، مارتین کمپ، جنیفر تیلی، هارولد پروت                                     | ایالات متحده        | فیلمبرداری در فریبو، مینه سوتا                                     |        |
| ترس                                            | وینسنت رابرت          | آن تورکل، ادی باوز، وس کریون، هدر مدوی، وینس ادواردز، دارین هیمز                      | ایالات متحده        |                                                                    |        |
| فریک شو                                        | پل تالبوت، ویلیام کوک | لنیر کتونی جاسی، گونار هانسون، شانون میشل پارسونز، رند کورتنی، برایان کلی             | ایالات متحده        | گلچین ترسناک فیلمبرداری شده در کارولینای جنوبی                     | [ ۱۲ ] |
| سرمازدگی: خشم وندیگو                           | تام چانی              | ران اشتون، لری بیکر، دولین برتون                                                      | ایالات متحده        | در میشیگان فیلمبرداری شده‌است                                       |        |
| گاکا نو کایدان (همچنین داستان‌های روح در مدرسه) | هیدیوکی هیرایاما      | کاسومی تویاما، شیوری یونزوا، هاجیمه آتسوتا، جونیچیرو سوکادا                           | ژاپن                | توزیع شده توسط توهو                                                | [ ۱۳ ] |
| هالووین ۶: نفرین مایکل مایرز                   | جو چاپل               | دونالد پلزنس، میچل رایان، ماریان هاگن                                                 | ایالات متحده        |                                                                    | [ ۱۴ ] |
| جن زده                                         | لوئیس گیلبرت          | آیدان کوئین، کیت بکینسیل، آنتونی اندروز                                               | انگلستان            |                                                                    | [ ۱۵ ] |
| تسخیر هلن واکر                                 | تام مک لافلین         | آلد رابرتز، ولری برتینلی، دایانا ریگ                                                  | انگلستان            |                                                                    | [ ۱۶ ] |
| زوزه: طلوع ماه نو                              | کلایو ترنر            | الیزابت شی، ارنست کستر، بانی لاگاسا                                                   | ایالات متحده        |                                                                    | [ ۱۷ ] |
| شکارچی: روح شب                                 | مارک اس. مأنوس        | جنا بودنار، بلر والک، دیانا مارکو                                                     | رومانی ایالات متحده |                                                                    | [ ۱۸ ] |
| بستنی فروش                                     | نورمن آپستاین         | کلینت هاوارد، الیویا هاسی، دیوید ناتن                                                 | ایالات متحده        |                                                                    | [ ۱۹ ] |
| جک-او                                          | استیو لاتشاو          | لینی کوئیگلی، مدیسن کراون، گری دولز                                                   | ایالات متحده        |                                                                    |        |
| لپرکان ۳                                       | برایان ترنچارد اسمیت  | وارویک دیویس، مارسلو توبرت، لی الین بیکر                                              | ایالات متحده        |                                                                    | [ ۲۰ ] |
| ارباب توهمات                                   | کلایو بارکر           | اسکات باکولا، کوین جی اکونر، فامکه یانسن                                              | ایالات متحده        |                                                                    | [ ۲۱ ] |
| منگلر                                          | توبی هوپر             | شان تیلور، لری تیلور، رون اسمرچاک                                                     | ایالات متحده        |                                                                    | [ ۲۲ ] |
| پشه                                            | گری جونز              | گونار هانسن، ران اشتون، استیو دیکسون                                                  | ایالات متحده        |                                                                    | [ ۲۳ ] |
| Mutant Species                                 | دیوید A. قبل          | تد پریور، دنیس کرازبی، جک فورسینیتو                                                   | ایالات متحده        |                                                                    | [ ۲۴ ] |
| شب مترسک                                       | جف بور                | جان لا زار، جان هاکس، گری لاک‌وود                                                      | ایالات متحده        |                                                                    | [ ۲۵ ] |
| پیرانیا                                        | اسکات پی لوی          | ویلیام کت، الکساندرا پال                                                              | ایالات متحده        | فیلم تلویزیونی                                                     | [ ۲۶ ] |
| رسالت                                          | گریگوری وایدن         | کریستوفر واکن، الیاس کوتیاس، اریک استولتس                                             | ایالات متحده        |                                                                    | [ ۲۷ ] |
| لانه مار                                       | جفری راینر            | جفری‌دیوید فاهی، هدر مدوی، تونی پالرمو                                                 | ایالات متحده        |                                                                    | [ ۲۸ ] |
| گونه                                           | راجر دونالدسون        | ناتاشا هنستریج، بن کینگزلی، مایکل مدسن                                                | ایالات متحده        |                                                                    | [ ۲۹ ] |
| قصه‌هایی از هود                                 | زنگ زده کندیف         | کلارنس ویلیامز سوم، جو توری، کوربین برنسن                                             | ایالات متحده        |                                                                    | [ ۳۰ ] |
| کشتار با اره‌برقی در تگزاس: نسل بعدی            | کیم هنکل              | رنی زلوگر، متیو مک‌کانهی، رابرت جکس                                                    | ایالات متحده        |                                                                    | [ ۳۱ ] |
| توکیو فیست                                     | شینیا سوکاموتو        | شینیا تسوکاموتو، کائوری فوجی، کوهجی تسوکاموتو                                         | ژاپن                |                                                                    | [ ۳۲ ] |
| خون‌آشام در بروکلین                             | وس کریون              | ادی مورفی، آنجلا باست، آلن پاین                                                       | ایالات متحده        |                                                                    | [ ۳۳ ] |
| دهکده نفرین‌شدگان                               | جان کارپنتر           | کریستوفر ریو، کرستی الی، لیندا کازلاوسکی                                              | ایالات متحده        |                                                                    | [ ۳۴ ] |
| Visitors of the Night                          | خورخه مونتسی          | مارکی پوست، پام‌هایت، ملیسا آده                                                        | ایالات متحده        |                                                                    | [ ۳۵ ] |
| زن زنبور                                       | جیم وینورسکی          | داگ ورت، فرد اولان ری، جنیفر رابین                                                    | ایالات متحده        |                                                                    | [ ۳۶ ] |
| جادوگر ۳: تصاحب                                | پیتر سواتک            | دیوید نورمن، الیزابت لمبرت                                                            | ایالات متحده        |                                                                    | [ ۳۷ ] |
| جادوگری هفتم: ساعت قضاوت                       | مایکل پل ژیرارد       | کیمبرلی بلر، جک والان، آلیسا کریستنسن                                                 | ایالات متحده        |                                                                    | [ ۳۸ ] |
| اکسترو ۳: تماشای آسمان‌ها                       | هری بروملی داونپورت   | سال لندی، اندرو دیوف، رابرت کالپ                                                      | ایالات متحده        |                                                                    | [ ۳۹ ] |

## یادکردها
1. ↑  Tobey, Matthew. "Addicted to Murder". آل‌مووی. Retrieved November 29, 2011.
2. ↑  Muir 2011, pp. 361–362.
3. ↑  Firsching, Robert. "Burial of the Rats". Allmovie. Retrieved November 29, 2011.
4. ↑  Muir 2011, p. 364.
5. ↑  Saroyan, Strawberry (May 6, 2007). "King of the killer B's". London: The Telegraph.
6. ↑  Deming, Mark. "Carnosaur 2". Allmovie. Retrieved August 6, 2011.
7. 1 2 3  Muir 2011, p. 368.
8. ↑  Buchanan, Jason. "Creep". Allmovie. Retrieved November 29, 2011.
9. ↑  Binion, Cavett. "The Day of the Beast". Allmovie. Retrieved August 6, 2011.
10. ↑  Young 2000, p. 150.
11. ↑  Crow, Jonathan. "Eko Eko Azaraku". Allmovie. Retrieved November 29, 2011.
12. ↑  Binion, Cavett. "Freakshow". Allmovie. Retrieved August 6, 2011.
13. ↑  Crow, Jonathan. "Gakkō no Kaidan". Allmovie. Retrieved January 24, 2013.
14. ↑  Muir 2011, pp. 378–380.
15. ↑  Muir 2011, p. 454.
16. ↑  Erickson, Hal. "The Haunting of Helen Walker". Allmovie. Retrieved November 29, 2011.
17. ↑  "The Howling: New Moon Rising". Allmovie. Retrieved August 6, 2011.
18. ↑  Brennan, Sandra. "Huntress: Spirit of the Night". Allmovie. Retrieved November 29, 2011.
19. ↑  Muir 2011, p. 32.
20. ↑  Muir 2011, p. 389.
21. ↑  Muir 2011, p. 390.
22. ↑  Muir 2011, p. 392.
23. ↑  Deming, Mark. "Mosquito". Allmovie. Retrieved August 6, 2011.
24. ↑  Brennan, Sandra. "Mutant Species". Allmovie. Retrieved November 29, 2011.
25. ↑  Brennan, Sandra. "Night of the Scarecrow". Allmovie. Retrieved August 6, 2011.
26. ↑  Firsching, Robert. "Piranha". Allmovie. Retrieved November 29, 2011.
27. ↑  Muir 2011, p. 572.
28. ↑  Brennan, Sandra. "Serpent's Lair". Allmovie. Retrieved November 29, 2011.
29. ↑  Muir 2011, p. 581.
30. ↑  Muir 2011, pp. 413–415.
31. ↑  Deming, Mark. "Texas Chainsaw Massacre: The Next Generation". Allmovie. Retrieved August 6, 2011.
32. ↑  Crow, Jonathan. "Tokyo Fist". Allmovie. Retrieved August 6, 2011.
33. ↑  Muir 2011, pp. 415–416.
34. ↑  Muir 2011, pp. 418–419.
35. ↑  Brennan, Sandra. "Visitors of the Night". Allmovie. Retrieved November 29, 2011.
36. ↑  Erlewine, Iotis. "Wasp Woman". Allmovie. Retrieved November 29, 2011.
37. ↑  Muir 2011, p. 426.
38. ↑  Brennan, Sandra. "Witchcraft 7: Judgement Hour". Allmovie. Retrieved November 29, 2011.
39. ↑  Deming, Mark. "Xtro 3: Watch the Skies". Allmovie. Retrieved August 6, 2011.